# عصب شدقي
العصب الشدقي أوالعصب الخدي (بالإنجليزية:Buccal nerve) هو عصب في الوجه. هو فرع من العصب الفكي السفلي (والذي بدوره هو فرع للعصب ثلاثي التوائم) وينقل المعلومات الحسية من الجلد فوق أنسجة الفم (بشكل عام الوجنة) ومن الرحى الثانية والثالثة. ينبغي عدم الخلط مع الفرع الشدقي للعصب الوجهي والذي ينقل المعلومات الحركية للعضلة المبوقة.

## التركيب
يتخذ مسارًا ما بين رأسي العضلة الجناحية الوحشية، تحت وتر العضلة الصدغية ثم تحت العضلة الماضغة ليتصل بالفروع الشدقية للعصب الوجهي على سطح العضلة المبوقة.

## الوظيفة
تغذي الأفرع الصغيرة للعصب الشدقي العضلة الجناحية الوحشية أيضًا تعطي أفرع حسية للوجنة.

## أعصاب متصلة بها
العصب الوجهي (CN VII) أيضًا لديه أفرع شدقية. والتي تحمل الإشارات العصبية الحركية للعضلة المبوقة وهي عضلة الوجه التعبيرية. يتبع هذا من العصب ثلاثي التوائم (V3) الذي يغذي كل عضلات المضغ، والعصب الوجهي (VII) يغذي كل عضلات الوجه التعبيرية.

## صور إضافية

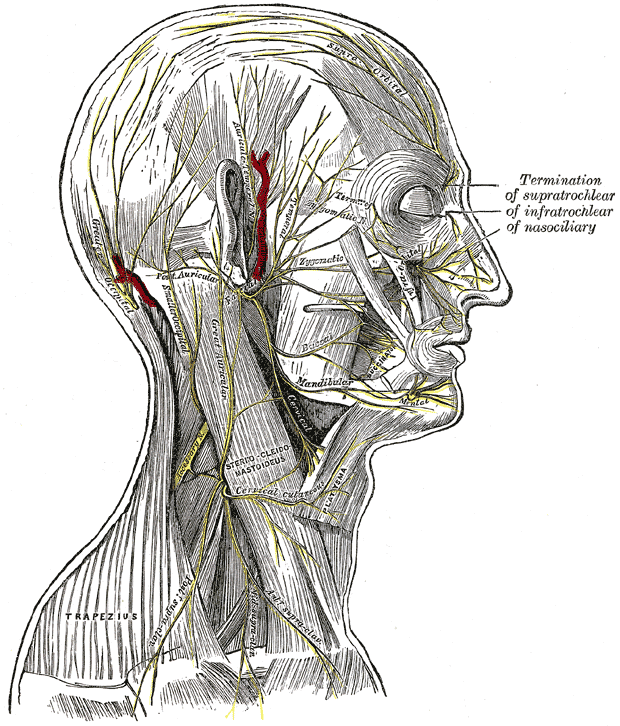
أعصاب فروة الرأس، الوجه وجانبي العنق.
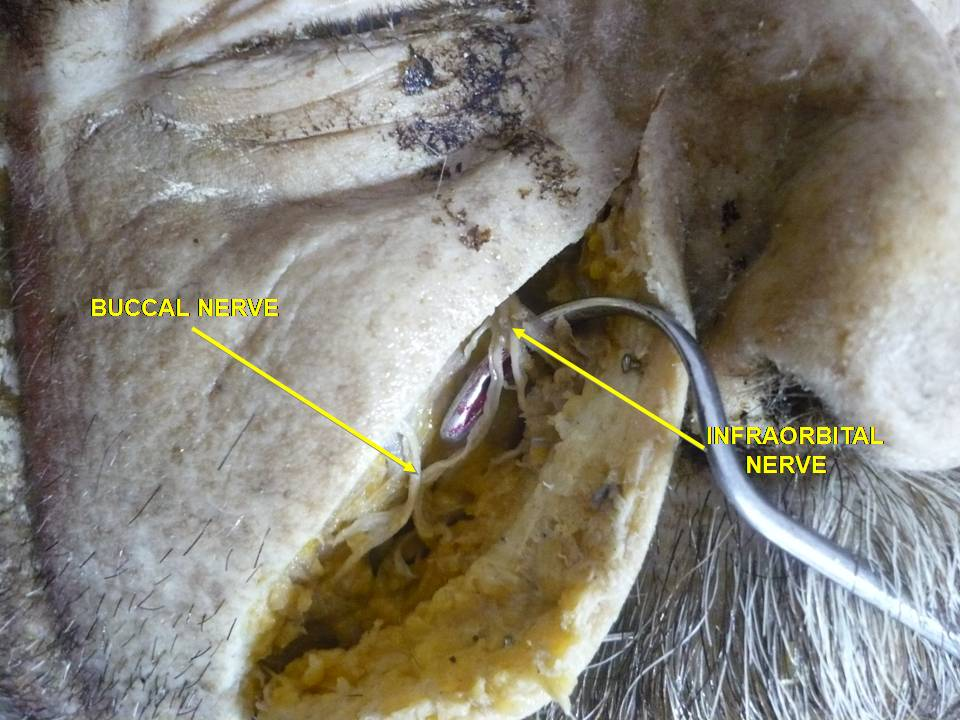
أعصاب تحت الحجاج والشدقية. تشريح سطحي. عرض جانبي.

## وصلات خارجية
- شكل تشريحي: 27:03-03 على موقع مركز سوني دونستات الطبي (تشريح بشري عبر الإنترنت).
- GrossAnatomy/h_n/cn/cn1/cnb3.htm في موقع (MedEd) التابع لجامعة لويولا.
- درسٌ تشريحي حول lesson4 مُعدٌ بواسطة ويسلي نورمان (جامعة جورجتاون).
- mandibularnerve
- درسٌ تشريحي حول cranialnerves مُعدٌ بواسطة ويسلي نورمان (جامعة جورجتاون).
- V